# ريتشيدلي بازور
ريتشيدلي بازور (Riechedly Bazoer) (12 أكتوبر 1996 في أوترخت في هولندا – )؛ هو لاعب كرة قدم كان يلعب كلاعب وسط. يلعب مع منتخب هولندا لكرة القدم منذ عام 2015.

## وصلات خارجية
- ريتشيدلي بازور على موقع الاتحاد الأوربي (الإنجليزية)
- ريتشيدلي بازور على موقع اتحاد تركيا (لاعب) (الإنجليزية)
- ريتشيدلي بازور على موقع قاعدة بيانات كرة القدم.إي يو (الإنجليزية)
- ريتشيدلي بازور على موقع ليكيب (الفرنسية)
- ريتشيدلي بازور على موقع ناشيونال فوتبول تيمز (الإنجليزية)
- ريتشيدلي بازور على موقع Soccerway.com (الإنجليزية)
- ريتشيدلي بازور على موقع عالم كرة القدم.نت (الإنجليزية)
- ريتشيدلي بازور على موقع AS.com (الإسبانية)